# 도달성
그래프 이론에서 도달성, 도달 가능성(reachability)은 그래프 안의 하나의 꼭짓점에서 다른 꼭짓점으로 도달할 수 있는 가능성을 말한다. {\displaystyle s}로 시작하고 {\displaystyle t}로 끝나는 인접한 일련의 꼭짓점(예: 경로)이 있다면 꼭짓점 {\displaystyle s}는 꼭짓점 {\displaystyle t}에 도달할 수 있다.(그리고 {\displaystyle t}는 {\displaystyle s}로부터 도달이 가능하다)
방향이 없는(무향) 그래프에서 한 쌍의 꼭짓점 간의 도달성은 그래프의 연결 요소를 식별함으로써 결정할 수 있다. 이러한 그래프에서 임의의 쌍의 꼭짓점들은 동일한 연결 요소에 속해 있을 경우 서로에게 도달할 수 있다. 무향 그래프의 연결 요소는 선형 시간에서 식별이 가능하다.

## 정의
유향 그래프 {\displaystyle G=(V,E)}(꼭짓점 집합 {\displaystyle V}와 간선 집합 {\displaystyle E} 포함)의 경우
{\displaystyle G}의 도달성 관계는 {\displaystyle E}의 전이 폐쇄이며 {\displaystyle V} 내의 꼭짓점의 모든 순서쌍의 집합 {\displaystyle (s,t)}으로 이야기할 수 있는데 이를 위해 일련의 꼭짓점 {\displaystyle v_{0}=s,v_{1},v_{2},...,v_{k}=t}가 존재하며 이처럼 간선 {\displaystyle (v_{i-1},v_{i})}은 모든 {\displaystyle 1\leq i\leq k}에 대해 {\displaystyle E}에 속한다.
{\displaystyle G}가 비순환이면 도달 관계는 부분 순서로 된다. 이러한 방식으로 어떠한 부분 순서로도 정의할 수 있는데, 이를테면 이행성 감소(transitive reduction)의 도달 관계를 들 수 있다.